# أمنون روبنشتاين
أمنون روبنشتاين (بالعبرية: אמנון רובינשטיין، من مواليد 5 سبتمبر 1931) هو باحث قانون وسياسي كاتب عمود إسرائيلي وعضو الكنيست بين عامي 1977 و 2002 خدم في عدة مناصب وزارية وهو حاليا عميد المركز متعدد المجالات (Interdisciplinary Center) في هرتسليا وراعي الليبرالية الدولية.

## روابط خارجية
- الموقع الرسمي
- أمنون روبنشتاين على الموقع الإلكتروني للكنيست